# The 7 Adventures of Sinbad
The 7 Adventures of Sinbad è un film del 2010 diretto da Ben Hayflick e Adam Silver. 
È un B movie statunitense prodotto da The Asylum, società specializzata nelle produzioni di film a basso costo per il circuito direct-to-video. Si tratta di una versione moderna di Sindbad il marinaio.

## Trama
Anni 2000, presente, Adrian Sinbad è un milionario, finito su un'isola deserta dopo la caduta del suo elicottero. Sinbad incontra la bella guerriera Loa. Insieme a Loa e al suo gruppo, egli dovrà affrontare temibili creature sull'isola: un granchio gigante, un calamaro gigante, un ciclope, delle seducenti sirene, dei draghi, un demone di fuoco in un vulcano e una gigantesca balena. Durante le battaglie, il suo equipaggio viene decimato dai mostri.

## Produzione
Il film fu prodotto da The Asylum, diretto da Ben Hayflick e Adam Silver e girato nella città di Belize, in Belize, a febbraio 2010 con un budget stimato in 500.000 dollari. 
Il titolo di lavorazione fu The Seven Voyages of Sinbad.  
Il film è un mockbuster di Prince of Persia - Le sabbie del tempo (Prince of Persia: The Sands of Time) e di Scontro tra titani (Clash of the Titans), usciti nello stesso anno.

## Distribuzione
Il film è stato distribuito solo per l'home video e in televisione. Alcune delle uscite internazionali sono state:
- 25 maggio 2010 negli Stati Uniti (The 7 Adventures of Sinbad)
- nel Regno Unito (Sinbad: The Persian Prince)
- 31 agosto 2010 in Belgio e nei Paesi Bassi (prima TV)
- in Francia (Les 7 aventures de Sinbad)
- in Grecia (Oi 7 peripeteies tou Sevah)
- in Germania (Sindbads Abenteuer)